# قانون الانتخابات القطري
قانون الانتخابات القطري، قانون يشرع لتنظيم انتخابات مجلس شورى لعام 2021 في قطر والتي تعد أول انتخابات تشريعية لعضوية مجلس الشورى في البلاد. شهد القانون احتجاجات على بند من يحق لهم الترشح والانتخاب والذي يصنف القطريين لثلاث فئات: الأصلي والمتجنس قديمًا والمتجنس حديثًا.

## من البنود التي شهدت جدلًا
بحق انتخاب أعضاء مجلس الشورى كل من كانت جنسيته الأصلية قطرية وأتم 18 سنة ميلادية، ويستثني من شرط الجنسية الأصلية، كل من اكتسب الجنسية القطرية وبشرط أن يكون جده قطريا ومن مواليد دولة قطر.

## طالع أيضًا
- احتجاجات قطر 2021
- قانون الجنسية القطري